# Quiriguá
Quirigua é uma antiga cidade maia no departamento de Izabal, na Guatemala. Habitada desde o século II a.C., tornou-se capital durante o reinado de Cauac Sky (conhecido pelos maias como "Butz Tiliw" e "K’ak’ Tiliw Chan Yo'at"). As ruínas de Quirigua contém magnificos monumentos com 8 séculos e várias estelas, bem como calendários esculpidos que constituem uma fonte essencial para o estudo da Civilização Maia. É um Patrimônio Mundial, tombado pela Organização das Nações Unidas para a Educação, a Ciência e a Cultura (UNESCO), no ano de 1981. É, também, um Patrimônio Cultural Nacional, tombado pelo Ministério da Cultura e Esportes da Guatemala no ano de 1974, e faz parte do Sistema Guatemalteco de Áreas Protegidas (SIGAP).

## História
No ano de 426 d.C, a cidade maia de Quirigua foi fundada por Tok´ Casper, vassalo do primeiro governante e fundador da cidade de Copán, K´inich Yax K´uk Mo´, que queria dominar as rotas de comércio e controle no fornecimento de jade e obsidiana para criação de itens de cerimonial da região do rio Motagua.
Em 738 d.C., K'ak' Tiliw Chan Yopaat se torna governante de Quirigua e, com a ajuda de Calakmul, entra em guerra com a cidade de Copán, matando Waxaklajuun Ub'aah K'awill. Quirigua se torna independente e detentor único da rota comercial mais importante da região. Durante o reinado de K´ak´ Tiliw Chan Yopaat, foram construídas oito estelas, duas esculturas zoomórficas e dois altares. Em 785 d.C., morre K´ak´ Tiliw Chan Yopaat e Xul Cielo se torna governante e, durante seu reinado, foram construídos três esculturas zoomórficas. No ano de 810 d.C., o último governante, Jade Cielo, sobre ao trono. No seu reinado, foram construídas duas estelas e reconstrução da Acrópole. Entre os anos de 738 d.C. e 850 d.C., Quirigua obteve crescimento econômico, social e artístico. Houve construção de novas palácios e espaços públicos como a Plaza Mayor.
Por um período, Quirigua foi abandonada e, no final do século XI, foi habitada por novos colonos das planícies orientais e costas do Caribe. Esses novos habitantes reconstruíram a Acrópole com plataforma a oeste, direcionada para o rio e decoraram com mosaicos de K'inich Ajaw. E mais uma vez a cidade passa por um período de abandono.
Em 1798, Juan Payes adquiriu terras nas margens do rio Motagua e no ano de 1839, quando desmembrou as terras em lotes, descobriu as ruínas maias. No ano de 1840, os arqueólogos John Stephens e Federick Catherwood foram os primeiros a estudarem as ruínas. E entre os anos de 1881 e 1894, o arqueólogo inglês Alfred Percival Maudslay realiza o primeiro estudo científico, escavações e recuperação da cidade maia de Quiriguá.
No ano de 1968, Quiriguá foi incluído na lista de Sítios Arqueológicos da República da Guatemala. No ano de 1974, se tornou Patrimônio Histórico Nacional e a empresa Desarrollo Bananero de Guatemala Ltda., até então proprietária das terras onde se localizavam as ruínas, doa a área para o Governo da Guatemala. O Instituto de Antropologia e História (IDAHE), através do programa de Projetos Específicos do Instituto de Antropologia, hoje Programa de Conservação e Restauração de Bens Culturais Móveis (PROCORBIC), passa a administrar o local.
No dia 13 de outubro de 2003, através do Acordo Governamental nº 673-2003, a área de proteção do Parque e o Sítio Arqueológico Quiriguá foi transferido para o Ministério da Cultura e Esportes da Guatemala.

## Características

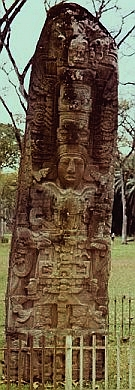
Outra estela em Quirigua

O parque arqueológico possui uma área de trinta e quatro hectares, sendo treze hectares com as ruínas arqueológicas e vinte e um hectares de floresta. As ruínas da cidade maia são compostas pela Plaza Mayor, a Praça Cerimonial, a Acrópole, construídas em um sistema de pirâmides, terraços e escadas. Também há esculturas zoomórficas e antropomórficas e monumentos monolíticos, chamados de estelas, Todos os monumentos foram esculpidos em arenito sem o auxílio de ferramentas de metal. Nessas estelas estão gravados textos hieroglíficos que descrevem datas importantes do calendário, eventos celestes como eclipses, passagens da mitologia maia e eventos políticos, sociais e históricos importantes para a cidade.
As construções entre os períodos de 450 d.C. e 725 d.C. foram feitas com pedras do rio e preenchidos com sedimentos de seixos e adobe. Após 725 d.C, as técnicas de construção foram sendo aperfeiçoadas com construção de muros e abóbadas, e o uso do estuque.  Em um período, chegando a usar, nas fachadas, pedra riolita, mármore e arenito, cortados em blocos pequenos e lisos.

### Plaza Mayor
Possui a medida de 300 metros por 150 metros, com nove estelas e duas esculturas zoomórficas. Era o local de residência ou oficina da Família Real.

### Praça Cerimonial
Era onde ocorria os jogos com bola. Possui duas plataformas paralelas, com cerca de 23,5 metros por 25 metros e com 3 metros de altura. As plataformas foram preenchidas com terra e pedras, e possuem coberturas e a quadra foi ladeada com arquibancadas. Ao sul da praça há duas esculturas zoomórficas e a nordeste do praça existem 3 altares.

### Acrópole
A Acrópole foi construída sobre plataformas, possui sete construções semelhantes a palácios, ao redor de um pátio central. No átrio de um dos edifícios, há dois altares. Esses edifícios possuem quartos pequenos e corredores com teto abobadados.

### Estelas
- Estela H - de 751 d.C. - esculpida em forma de petate, símbolo usado pelos governantes maias. Nesta estela, K'ahk' Tiliw Chan Yopaat é representado com um adorno de cabeça em forma de onça e nas laterais tem a forma de cobras, e usa o título de ch'aho'm. Nas laterais da estela foi esculpido figuras do deus K'awiil, o protetor dos governantes.[3]
- Estela J - de 756 d.C. - foi esculpida a representação de K'ahk' Tiliw Chan Yopaat com o título de Kalo'mte' do sul, senhor do Copán negro, 14 governante de Witenah, varão do lugar sombrio do sonho. E representa a morte do governante de Copán por K'ahk' Tiliw Chan Yopaat.[3]
- Estela D - de 766 d.C. - foi esculpida em comemoração aos quarenta anos, no calendário maia, de governo de K'ahk' Tiliw Chan Yopaat.[3]
- Estela E - de 771 d.C. - foi esculpida durante a celebração de hotuun do ano 771, tendo como convidado o governante da cidade de Xkuy. As figuras relatam quando K'ahk' Tiliw Chan Yopaat foi nomeado governante da cidade, sendo subordinado de Copán e depois quando mata o governante de Copán e se nomeia rei de toda região.[3]
- Estela C - de 775 d.C. - foi esculpido um calendário, onde menciona a data de 13 de agosto de 3114 a.C., como a data da origem dos maias. E a data de 29 de dezembro do ano 775 d.C., celebração do término de hotuun com uma dança.[3]
- Estela A - de 775 d.C. - relata a celebração de  de hotuun com uma dança. Onde K'ahk' Tiliw Chan Yopaat está usando luvas de onça e chinelos.[3]

## Turismo
O parque arqueológico de Quiriguá está aberto a visitação com entrada paga.. Possui um centro de visitantes e museu.